# Абросімов Андрій Вікторович
Андрі́й Ві́кторович Абро́сімов (нар. 28 липня 1992, м. Павлоград, Дніпропетровська область, Україна — пом. 23 травня 2014, с. Золотий Колодязь, Добропільський район Донецька область, Україна) — український військовослужбовець, старший солдат Збройних сил України. Учасник російсько-української війни.

## Життєпис
Андрій Абросімов народився й виріс в Павлограді, був єдиною дитиною в сім'ї. У 2007 році закінчив 9 класів загальноосвітньої школи № 11 міста Павлограда. З 2007 по 2010 рік навчався у Західно-Донбаському професійному ліцеї за спеціальністю електромонтер з ремонту та обслуговування електроустаткування. Займався кікбоксингом. У 2008 році став членом міжнародної оборонно-патріотичної організації «Козацтво України». З осені 2012 року по осінь 2013 року проходив строкову військову службу в Центрі «Десна». Після демобілізації працював охоронцем у торгівельній мережі «АТБ», допомагав батькам-пенсіонерам.
З початком російської збройної агресії проти України був призваний за частковою мобілізацією у квітні 2014 року. З травня брав участь в антитерористичній операції у Донецькій області, де ніс службу на блокпостах.
Старший солдат, заступник командира бойової машини — навідник-оператор 6-ї роти 93-ї окремої механізованої бригади, в/ч А1302, Черкаське.
Загинув 23 травня 2014 року від кулі снайпера під час нападу терористів на блокпост поблизу села Золотий Колодязь на трасі Добропілля — Краматорськ. За розповідями бойових побратимів, у той день близько 15:00 на блокпост під'їхали автомобіль патрульно-постової служби та інкасаторський мікроавтобус. У цей час українські бійці укріплювали свої позиції. З автомобілів вийшли озброєні чоловіки й кинули шумові гранати, а потім відкрили вогонь. Старші солдати Юрій Сітяєв та Андрій Абросімов як найбільш досвідчені першими вступили в бій. Вони прийняли удар на себе й загинули від кульових поранень, снайперська куля влучила Андрію Абросімову в голову, коли він перезаряджав автомат. Ще два військовослужбовці дістали поранень, але атаку тоді відбили. Важкопоранений старший сержант Андрій Дерило помер 9 червня у київському шпиталі.
Терористи застосували таку ж саму тактику, як і напередодні, під час нападу на блокпост 51-ї бригади поблизу Волновахи.
27 травня солдата з усіма військовими почестями провели в останню путь у Павлограді та поховали на кладовищі селища РТС.
Залишились батьки, Ірина Яківна та Віктор Іванович.

## Нагороди
20 червня 2014 року Указом Президента України № 543/2014, за особисту мужність і героїзм, виявлені у захисті державного суверенітету та територіальної цілісності України, вірність військовій присязі та незламність духу, нагороджений орденом «За мужність» III ступеня (посмертно).

## Вшанування пам'яті
24 жовтня 2014 року в Павлограді відкрито пам'ятну дошку полеглим у боях павлоградцям. Там викарбувані імена: Абросімов Андрій Вікторович, Каменєв Денис Сергійович, Колесник Андрій Михайлович, Курилович Віталій Іванович, Тафійчук Сергій Володимирович
12 жовтня 2015 року на вході до Західно-Донбаського професійного ліцею в Павлограді встановили меморіальну дошку Андрію Абросімову та ще трьом колишнім учням ліцею, які загинули, захищаючи Україну.
23 травня 2016 року біля села Золотий Колодязь на місці колишнього блокпоста відкрито пам'ятний знак на честь трьох загиблих бійців 93-ї механізованої бригади, серед яких ім'я старшого солдата Андрія Абросімова.